# Wirtualna Lain
Wirtualna Lain (jap. シリアルエクスペリメンツレイン Shiriaru ekusuperimentsu rein; stylizowane na serial experiments lain) – 13-odcinkowy serial anime z gatunku cyberpunk, wyprodukowany przez studio Triangle Staff. Kolejne odcinki miały swoją premierę na kanale TV Tokyo od lipca do września 1998. 
W Polsce serial był emitowany od 2001 roku przez Canal+ Premium i od 2006 przez Hyper.

## Fabuła
Lain Iwakura, uczennica gimnazjum, mieszka na przedmieściach Japonii ze swoją rodziną z klasy średniej, na którą składają się jej mało ekspresyjna starsza siostra Mika, emocjonalnie zdystansowana matka Miho i mający obsesję na punkcie komputerów ojciec Yasuo; sama Lain jest niezręczna, introwertyczna i społecznie odizolowana. Jej dotychczasowe życie zostaje zachwiane przez serię dziwnych incydentów, które mają miejsce po tym, jak dziewczęta z jej szkoły otrzymują e-mail od zmarłej uczennicy, Chisy Yomody. Skłania to Lain do wyciągnięcia swojego starego komputera i sprawdzenia, czy nie otrzymała tej samej wiadomości. Odkrywa, że Chisa wysłała jej e-mail, w którym informuje ją, że nie jest martwa, a jedynie „porzuciła swoje fizyczne ja” i żyje głęboko w wirtualnym świecie The Wired, gdzie, jak twierdzi, odnalazła „Boga”. Od tego momentu Lain zostaje uwikłana w serię tajemniczych i surrealistycznych wydarzeń, w których zagłębia się w tajemnicę sieci w narracji, która bada tematy świadomości, percepcji i natury rzeczywistości.
The Wired to wirtualna rzeczywistość, która obejmuje i podtrzymuje całość ludzkiej komunikacji i systemów sieciowych; stworzona wraz z telegrafem, telewizją i usługami telefonicznymi, a następnie rozszerzona o Internet i cyberprzestrzeń. Serial zakłada, że The Wired może być połączony z systemem, który umożliwia nieświadomą komunikację między ludźmi i maszynami bez fizycznego interfejsu. W fabule wprowadzono taki system za pomocą rezonansów Schumanna, właściwości pola magnetycznego Ziemi, która teoretycznie pozwala na niezakłóconą komunikację na duże odległości. Jeśli takie połączenie zostałoby stworzone, sieć stałaby się równoważna rzeczywistości jako powszechny konsensus wszystkich spostrzeżeń i wiedzy. Granica między tym, co rzeczywiste, a tym, co wirtualne/cyfrowe, zaczęłaby się zacierać.
Eiri Masami jest dyrektorem projektu Protocol Seven (protokół internetowy nowej generacji z okresu trwania serialu) dla dużej firmy komputerowej Tachibana General Laboratories. Potajemnie umieścił w nim kod własnego autorstwa, aby zapewnić sobie kontrolę nad The Wired. Załadował swoją świadomość do The Wired i „umarł”, pozostawiając tylko swoje ciało. Masami wyjaśnia, że Lain jest artefaktem, dzięki któremu ma upaść bariera między światem wirtualnym a materialnym, a on do realizacji swojego planu potrzebuje jej, by weszła do The Wired i „porzuciła cielesność”, tak jak on to zrobił. W serialu próbuje ją przekonać wykorzystując obietnicę bezwarunkowej miłości, romantyczne uwodzenie i urok, a nawet używając gróźb i przemocy.
W międzyczasie anime przedstawia przebieg skomplikowanej gry w chowanego pomiędzy „Knights of the Eastern Calculus” (nawiązującymi do Knights of the Lambda Calculus), hakerami, o których Masami twierdzi, że są „wyznawcami, którzy pozwalają mu być Bogiem w The Wired”, a Tachibana General Laboratories, którzy próbują odzyskać kontrolę nad Protocol Seven. W końcu Lain po licznych introspekcjach zdaje sobie sprawę, że ma kontrolę nad umysłem każdego i nad samą rzeczywistością. Jej dialog z różnymi wersjami siebie pokazuje, jak czuje się odrzucona przez świat materialny i boi się żyć w The Wired, gdzie ma możliwości i obowiązki wszechmocnej bogini. Ostatnie sceny pokazują, jak wymazuje z pamięci wszystkich ludzi wszystko, co jest z nią związane. Po raz ostatni spotyka swoją najbliższą przyjaciółkę Alice, która jest teraz mężatką, choć sama Lain pozostaje niezmieniona. Lain obiecuje sobie, że ona i Alice spotkają się ponownie w dowolnym momencie, ponieważ Lain może dosłownie udać się i być gdziekolwiek zapragnie w obu światach.

## Bohaterowie
- Lain Iwakura (jap. 岩倉玲音) – tytułowa bohaterka serialu. Lain to czternastoletnia dziewczyna, która w trakcie serialu odkrywa swoją prawdziwą naturę. Początkowo przedstawiana jest jako nieśmiała uczennica gimnazjum, która ma mało przyjaciół i zainteresowań. Później rozwija wiele śmiałych osobowości, zarówno w świecie fizycznym, jak i w The Wired, i zaczyna zdobywać więcej przyjaciół. W trakcie kolejnych odcinków odkrywa, że w rzeczywistości jest jedynie autonomicznym, świadomym programem komputerowym w fizycznej i cielesnej formie człowieka, zaprojektowanym w celu przerwania niewidzialnej bariery między The Wired a światem rzeczywistym. W końcu Lain musi zaakceptować siebie jako de facto boginię The Wired, stając się wszechmocną i wszechobecną wirtualną istotą z własnymi wyznawcami, a także zdolnością do istnienia poza granicami urządzeń, czasu i przestrzeni.
- Eiri Masami (jap. 英利政美) – główny twórca Protocol 7, pracując w Tachibana Labs, bezprawnie dodał kod pozwalający mu na kontrolę nad całym protokołem i osadzenie swojej własnej świadomości w protokole. W konsekwencji został wyrzucony z firmy i wkrótce znaleziono go martwego na torach. Uważa on, że jedynym sposobem, aby ludzie mogli dalej ewoluować i rozwijać jeszcze większe zdolności, jest uwolnienie się od fizycznych i ludzkich ograniczeń oraz życie jako wirtualne byty — lub awatary — w The Wired.
- Yasuo Iwakura (jap. 岩倉康男) – ojciec Lain i Miki, pasjonuje się komputerami i komunikacją elektroniczną, jest także pokazany gdy pracuje z Eiri Masami w Tachibana Labs. Delikatnie popycha Lain w stronę The Wired i kontroluje jej rozwój, dopóki nie staje się pewna swojego stanu. Zostawia ją z zimnym pożegnaniem, mówiąc „Nie podobało mi się udawanie rodziny”. Wydaje się gorliwie zachęcać ją do zajęcia się The Wired, ale ostrzega przed zbytnim zaangażowaniem.
- Miho Iwakura (jap. 岩倉 美穂) – matka Lain i Miki. Chociaż kocha swojego męża, jest obojętna wobec obojga swoich dzieci. Podobnie jak jej mąż, w końcu opuszcza Lain. Jest informatyczką.
- Alice/Arisu Mizuki (jap. 瑞城ありす) – koleżanka z klasy Lain i jej jedyna prawdziwa przyjaciółka, Alice jest oddanym powiernikiem i ma prostą, szczerą osobowość. Ona jako pierwsza próbuje pomóc Lain w kontaktach towarzyskich; zabiera ją do klubu nocnego. Od tego momentu stara się jak najlepiej opiekować Lain. Jest sekretnie zakochana w jednym z nauczycieli.
- Mika Iwakura (jap. 岩倉美香) – starsza siostra Lain, 16-letnia uczennica, która czepia się zachowania swojej siostry. W pewnym momencie jej świadomość jest zaatakowana przez niebezpieczne halucynacje. Gdy Lain zaczyna zagłębiać się w The Wired, Mika jest w to wciągnięta przez swą bliskość Lain i zostaje uwięziona pomiędzy światem fizycznym i The Wired.
- Taro (jap. タロウ) – młody chłopiec w wieku Lain, który czasami pracuje dla The Knights i przynosi im „the one truth”. Kocha gry video i przesiaduje całymi dniami w klubie Cyberia wraz ze swoimi przyjaciółmi, Myu-Myu i Masayuki.
- „Office Worker” – główny szef w Tachibana Labs, który ma swoją własną agendę prowadzoną przez Men in Black. Czeka na przyjście prawdziwego Boga poprzez The Wired i stoi za zamachem The Knights. Zna wiele ukrytych informacji o Lain, ale woli zadawać pytania niż na nie odpowiadać.
- The Men in Black – Karl Haushofer i Lin Sui-Xi pracują dla „Office Worker” śledząc i mordując wszystkich The Knights. Nie są poinformowani o prawdziwym planie, ale wiedzą o udziale Eiri Masami. Mówią, że nie potrzebują Boga z the Wired.
- Chisa Yomoda (jap. 四方田 千砂) – nastolatka, która popełniła samobójstwo na początku serialu. Po swojej śmierci wysyła e-maile do Lain, Julie i kilku innych dzieciaków, mówiąc, że wciąż żyje w The Wired.

## Odcinki
| # | Tytuł           | Premiera         |                 |
| Volume 01: Navi | Volume 01: Navi | Volume 01: Navi  | Volume 01: Navi |
| --- | --------------- | ---------------- | --------------- |
| Layer 01 | Weird           | 6 lipca 1998     |                 |
| 14-letnia Iwakura Lain po długim czasie uruchomia swojego NAVI, a ten informuje ją o nadejściu nowej poczty – listu od przyjaciółki, która zabiła się tydzień wcześniej, o treści: Właśnie pozbyłam się swojego ciała. Mogę udowodnić, że wciąż żyję. |                 |                  |                 |
| Layer 02 | Girls           | 13 lipca 1998    |                 |
| Klub Cyberia. Muzyka, światło i ludzie, którzy przychodzą tutaj, aby się zabawić i zapomnieć o rzeczywistości. Pojawia się też kolejna Lain, która wygląda bardzo podobnie, ale jej charakter i zachowanie są całkowitym przeciwieństwem poprzedniczki. |                 |                  |                 |
| Layer 03 | Psyche          | 20 lipca 1998    |                 |
| Niespodziewany prezent dla Lain. To tajemniczy chip „Psyche”, który ogromnie rozszerza możliwości każdego NAVI. |                 |                  |                 |
| Layer 04 | Religion        | 27 lipca 1998    |                 |
| Lain absorbuje się modyfikowaniem swojego NAVI za pomocą „Psyche”. Na zewnątrz jej pokoju Wired i świat realny zaczynają łączyć się w jedną całość. |                 |                  |                 |
| Volume 02: Knights |                 |                  |                 |
| Layer 05 | Distortion      | 3 sierpnia 1998  |                 |
| Wykonaj proroctwo – dziwna i bezustanna wiadomość powoduje, że Mika, siostra Lain zapada na chorobę umysłową. |                 |                  |                 |
| Layer 06 | Kids            | 10 sierpnia 1998 |                 |
| Dzieci rozpościerają swe ręce i spoglądają w niebo. Tam, postać Lain ukazała się pośród chmur. |                 |                  |                 |
| Layer 07 | Society         | 17 sierpnia 1998 |                 |
| Nieznajomy człowiek zadaje Lain pytania na temat jej rodziny i jej samej. Kim ty jesteś? |                 |                  |                 |
| Volume 03: Deus |                 |                  |                 |
| Layer 08 | Rumors          | 24 sierpnia 1998 |                 |
| Plotka w Wired na temat Alice. Plotka, że podglądaczką Alice była Lain. Obie plotki głęboko ranią Lain. |                 |                  |                 |
| Layer 09 | Protocol        | 31 sierpnia 1998 |                 |
| Zbliża się koniec... Rodzina Iwakura, która została stworzona dla Lain, zmierza do swojego końca. |                 |                  |                 |
| Layer 10 | Love            | 7 września 1998  |                 |
| Ludzie, którzy opuszczają Lain. Osoba, która ukazuje się Lain. Ludzie, którzy wyznają Lain swoją „miłość”. |                 |                  |                 |
| Volume 04: Reset |                 |                  |                 |
| Layer 11 | Infornography   | 14 września 1998 |                 |
| Lain zbyt często łączy się z Wired całym swoim ciałem. Co widzą jej zmęczone oczy... Widzi nieposkładane skrawki swej pamięci, dowiaduje się też od Boga że jest oprogramowaniem. |                 |                  |                 |
| Layer 12 | Landscape       | 21 września 1998 |                 |
| Słowa Lain doprowadzają Eiri do wściekłości. Alice zaczyna krzyczeć... Lain prowokuje Boga by przybrał cielesną postać. Po fakcie Lain więzi go w stercie elektronicznego złomu. |                 |                  |                 |
| Layer 13 | Ego             | 28 września 1998 |                 |
| Zwykła, pochyła droga, zwykły pociąg, zwykły widok dzieci idących do szkoły... Wszystko powoli wraca do normy. Tylko Lain nie ma tam, gdzie być powinna - Dla dobra świata, kosztem samotności i cierpienia, wykasowała wszystkim (oprócz Alice), którzy mieli z nią jakikolwiek kontakt, pamięć o sobie. Mijają lata. Dorosła już Alice szczęśliwa rozmawia ze swoim mężem. Zauważa taką samą jak przed laty Lain. Podejmuje z nią rozmowę. Lain nie przyznaje się jej, że jest jej dawną przyjaciółką, jednak obie o tym wiedzą. Alice odchodzi z mężczyzną. |                 |                  |                 |